# Borgo (métro de Catane)
Pour les articles homonymes, voir Borgo (homonymie).
Borgo est une station de la Ligne unique du métro de Catane. Elle est située dans le quartier Borgo (it) à Catane, en Italie.
Elle est en correspondance avec la gare de Catane-Borgo.

## Situation sur le réseau

Plan du métro.

Établie en souterrain, Borgo est une station de passage de la ligne unique du métro de Catane. Elle est située entre la station Milo, en direction du terminus ouest Nesima, et la station Giuffrida, en direction du terminus sud-est Stesicoro.
Elle dispose des deux voies de la ligne encadrées par deux quais latéraux.

## Histoire
La station Borgo, est mise en service le 27 juin 1999, lors de l'ouverture à l'exploitation de la première section du métro de Borgo à Porto.
Elle perd sa fonction de terminus et devient une station de passage le 31 mars 2017, lors de l'ouverture du prolongement jusqu'au nouveau terminus ouest de Nesima.
Dans les années 2010, la station qui a vieilli ne dispose plus d'ascenseur et d'escalier mécanique en état. La station est rénovée et en 2018 l'exploitant passe un marché pour la réalisation de nouveaux escaliers mécaniques, pour les stations mises en service en 1999. C'est en juin 2019 que le chantier de démontage des anciens escaliers est réalisé. C'est également à cette période que le remplacement de l'ascenseur, jamais réellement opérationnel est en cours de réflexion,

## Services aux voyageurs

### Accès et accueil
La station dispose de plusieurs bouches d'accès : dans la cour de la gare, sur le quai côté dépôt et via Etna.

### Desserte

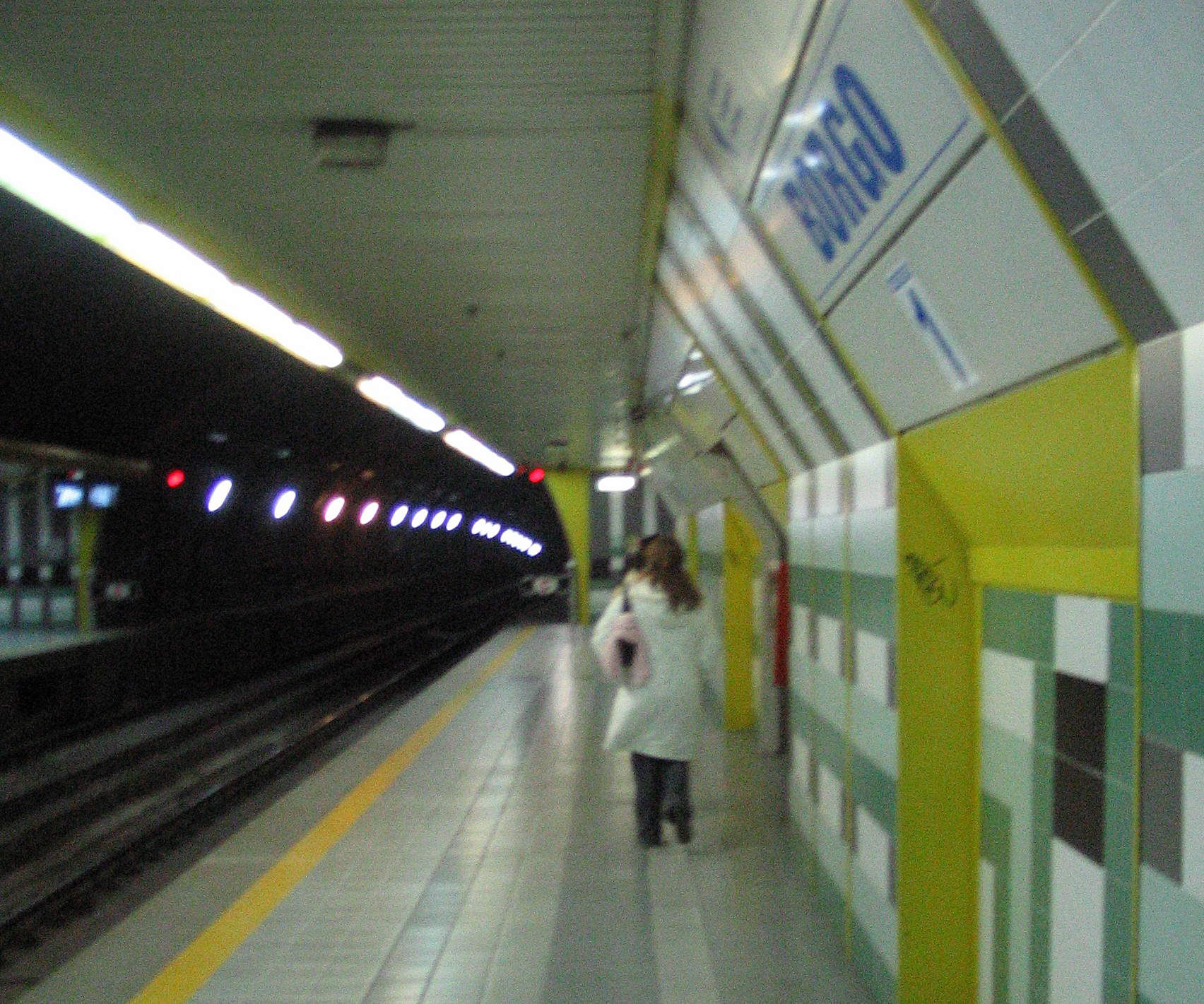
Voies et quais de la station.

Borgo est desservie par les rames qui circulent sur l'unique ligne du réseau, entre Nesima et Stesicoro.

## À proximité
- Orto botanico di Catania (it)
- Parco Gioeni (it)